# Daruma sagamia
Daruma sagamia és una espècie de peix pertanyent a la família dels còtids i l'única del gènere Daruma.

## Descripció
- Fa 3 cm de llargària màxima.[2][3]

## Hàbitat
És un peix marí, demersal i de clima temperat que viu entre 50 i 80 m de fondària.

## Distribució geogràfica
Es troba al Pacífic nord-occidental: el Japó.

## Observacions
És inofensiu per als humans.